# ريتشارد جاي جنسن
ريتشارد جاي جنسن (بالإنجليزية: Richard J. Jensen)‏ هو مؤرخ أمريكي، ولد في 1943 في ساوث بند في الولايات المتحدة.